# Night Flights
Night Flights é um romance inglês de fantasia escrito por Philip Reeve, originalmente publicado em 2018, e o primeiro volume da série Mortal Engines Quartet.

## Personagens principais
- Anna Fang